# Hedgpeth Heights
Hedgpeth Heights är en kulle i Antarktis. Den ligger i Östantarktis. Nya Zeeland gör anspråk på området. Toppen på Hedgpeth Heights är 1 300 meter över havet.
Terrängen runt Hedgpeth Heights är kuperad västerut, men österut är den bergig.  Trakten är obefolkad. Det finns inga samhällen i närheten.